# Vernaison
Vernaison ist eine französische Gemeinde mit 5175 Einwohnern (Stand: 1. Januar 2022).

## Geographie
Vernaison liegt etwa 15 Kilometer südlich von Lyon an der Rhone in der Métropole de Lyon, in der Region Auvergne-Rhône-Alpes. Es gehört zum Arrondissement Lyon und zum Kanton Irigny. Seine Bewohner werden Vernaisonais genannt.

### Nachbargemeinden
Umgeben wird Vernaison von den Nachbargemeinden Irigny im Norden, Solaize im Osten, Sérézin-du-Rhône im Südosten, Millery im Süden und Südwesten sowie Charly im Westen.

## Geschichte
Die älteste erhaltene urkundliche Erwähnung von Vernaison stammt von 1153.
Der Trésor de Vernaison (Schatz von Vernaison) ist ein archäologischer Hortfund, der 1856 entdeckt wurde. Er enthält zahlreiche Bronzeobjekte wie Beilklingen, Lanzenspitzen und Kettenstücke und datiert auf die Zeit um 1100 v. Chr. Der Fund ist im Musée gallo-romain de Fourvière in Lyon ausgestellt.
Am 21. September 1945 ereignete sich bei Vernaison ein schwerer Eisenbahnunfall, als zwei Züge zusammenstießen. 30 Menschen starben, 105 wurden darüber hinaus verletzt.

Vernaison
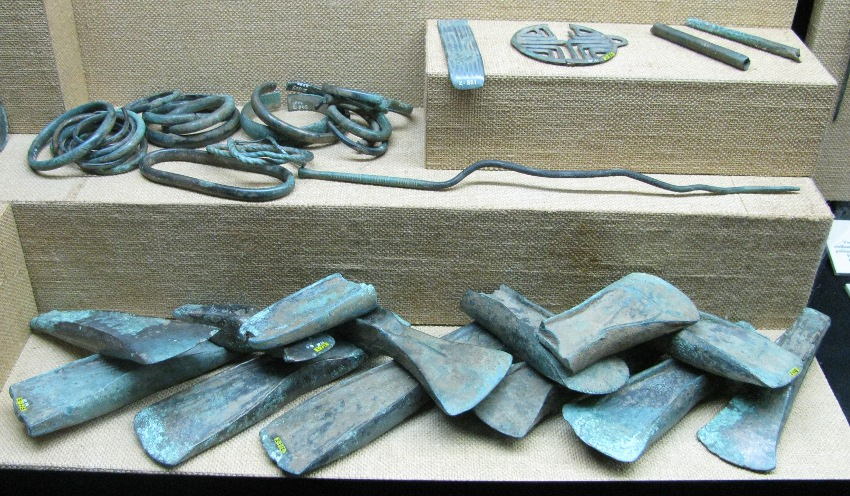
Schatz von Vernaison
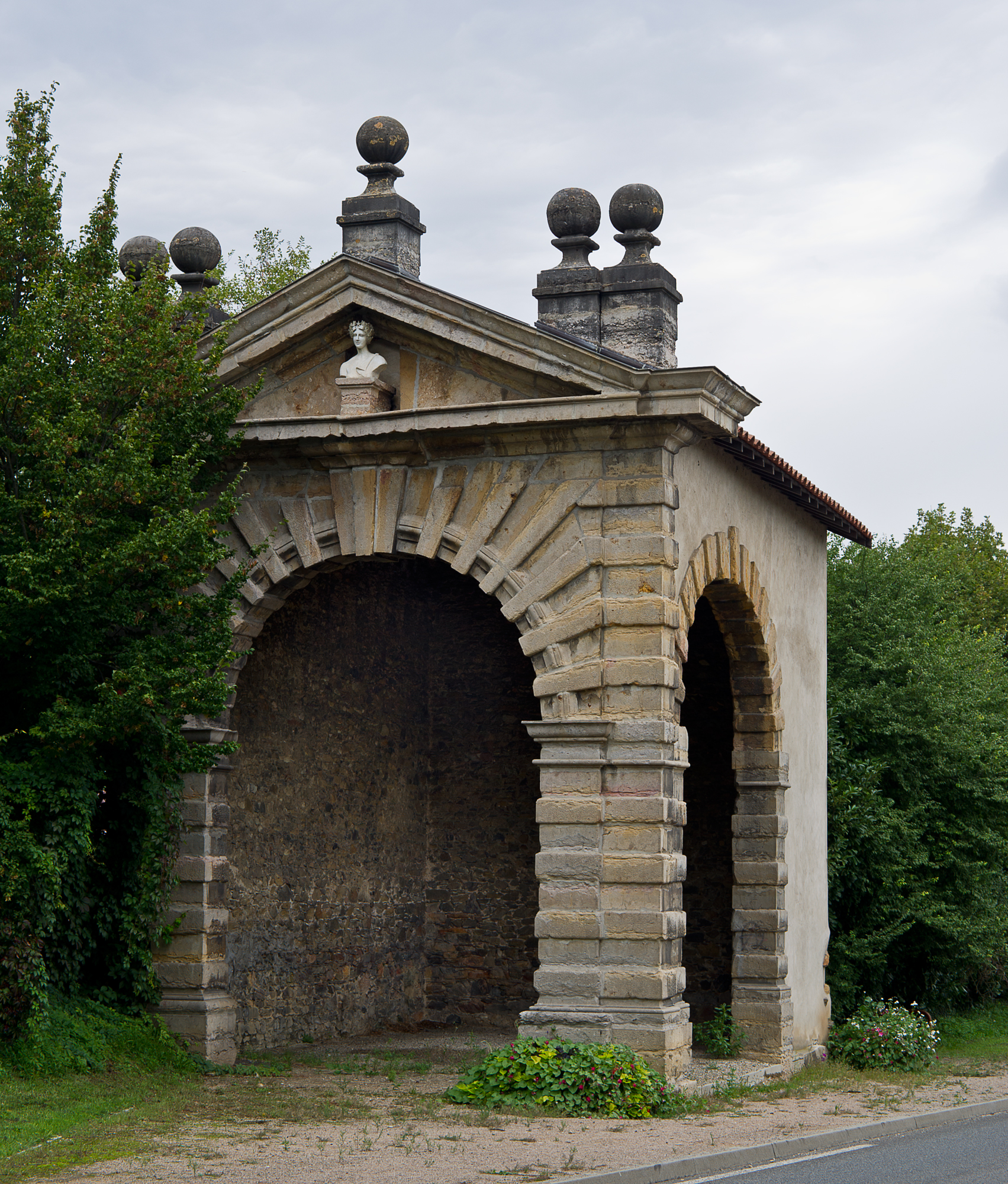
Pavillon Cornevent
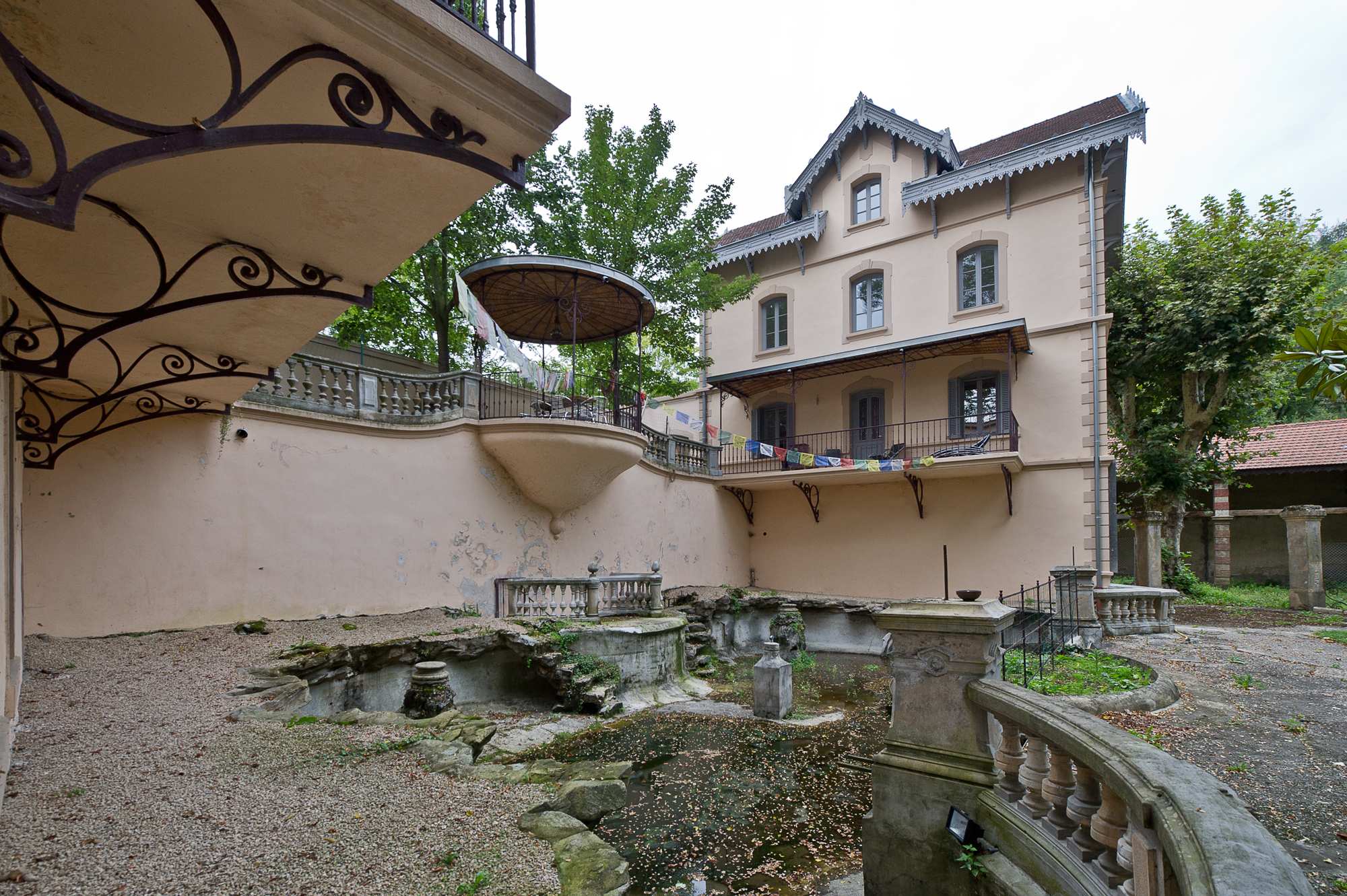
Der Verzauberte See

Vernaison gehörte bis 2015 zum Kanton Irigny.

### Bevölkerungsentwicklung
| Jahr                       | 1962 | 1968 | 1975 | 1982 | 1990 | 1999 | 2006 | 2017 |
| -------------------------- | ---- | ---- | ---- | ---- | ---- | ---- | ---- | ---- |
| Einwohner                  | 1766 | 1995 | 3250 | 3373 | 4072 | 4000 | 4320 | 4998 |
| Quellen: Cassini und INSEE |      |      |      |      |      |      |      |      |

## Verkehr
Vernaison hat seit 1832 einen Bahnhof an der Bahnstrecke Saint-Étienne–Lyon, die zweite Bahnstrecke Frankreichs. Diese Strecke wurde später in die Bahnstrecke Moret-Veneux-les-Sablons–Lyon-Perrache integriert. Heute wird er von Zügen des TER Auvergne-Rhône-Alpes der Verbindung Givors-Ville–Lyon-Perrache bedient.

## Wirtschaft
Das Gebiet der Gemeinde ist Teil des Weinbaugebietes Coteaux du Lyonnais.

## Sehenswürdigkeiten
- Kirche, ab 1869 anstelle der früheren romanischen Kirche erbaut, 1873 geweiht
- Reste des Pavillon de Cornevent, seit 1973 Monument historique
- Gebäude und Park „Verzauberter See“, 1835 von Henri Broche gestaltet, Monument historique seit 1986
- Reste der Hängebrücke (1902 erbaut, 1940 zerstört)

## Persönlichkeiten
- Claude-Marie Dubuis (1817–1895), Bischof von Galveston, in Vernaison verstorben
- Adrien Rougier (1892–1984), Organist und Orgelbauer, Komponist